# Vesna (Band)
Vesna ist eine tschechische Folkpop-Band. Sie vertrat Tschechien beim Eurovision Song Contest 2023 in Liverpool.

## Geschichte
Vesna wurde 2016 als reine Frauenmusikgruppe gegründet, die Frauenpower und die Einheit slawischer Frauen feiert. Die Mitglieder stammen aus Tschechien, Russland, Bulgarien und der Slowakei. Die Frontfrau der Gruppe, Patricie Fuxová, traf die anderen Mitglieder der Band, Bára Šůstková, Andrea Šulcová und Tanita Yankovová am Jaroslav-Ježek-Konservatorium in Prag. 2018 verließ Šulcová die Band, stattdessen wurden Olesya Ochepovská und Markéta Vedralová neu aufgenommen. Im selben Jahr veröffentlichte die Gruppe ihr erstes Album, Pátá bohyně. 2020 folgte das zweite Album Anima.
Am 16. Januar 2023 wurde bekanntgegeben, dass Vesna am tschechischen Vorentscheid für den Eurovision Song Contest 2023, Eurovision Song CZ 2023, teilnehmen würde. Beim Online-Voting belegten sie mit ihrem Lied My Sister’s Crown sowohl beim tschechischen als auch beim internationalen Publikum den ersten Platz und erhielten somit das Recht, Tschechien beim Eurovision Song Contest 2023 in Liverpool zu vertreten. Dort traten sie im ersten Halbfinale am 9. Mai an und belegten mit 110 Punkten den vierten Platz. Damit qualifizierten sie sich für das Finale am 13. Mai, wo sie mit insgesamt 129 Punkten (94 von der Jury, 35 vom Publikum) den 10. Platz belegten.

## Diskografie

### Alben
- 2018 – Pátá bohyně
- 2020 – Anima
- 2023 – Muzika Slavica

### EPs
- 2023 – Muzika

### Singles
- 2017 – Morana (mit dem Český národní symfonický orchestr)
- 2017 – Světlonoš (feat. Terezie Kovalová)
- 2018 – Kytička
- 2018 – Láska z Kateřinic (feat. Vojtech Dyk)
- 2019 – Bílá laň (feat. Věra Martinová)
- 2019 – Nezapomeň
- 2020 – Voda
- 2020 – Downside
- 2020 – Vlčí oči
- 2021 – Vse stoji (Ne dojamem) (mit dem Thomas March Collective)
- 2022 – Pomiluj mě
- 2022 – Love Me
- 2022 – Zabud’ eё
- 2023 – My Sister’s Crown
- 2023 – Hej mami
- 2023 – Wolfrunners
- 2024 – Moravo
- 2025 – The Silence & The Storm (mit Lor)
- 2025 – She Dances with the Sun (mit Tautumeitas)
- 2025 – Láska